# Шальные деньги (фильм, 2008)
«Шальные деньги» (англ. Mad Money) — американская криминальная комедия 2008 года режиссёра Кэлли Хоури. В главных ролях снялись Дайан Китон, Куин Латифа и Кэти Холмс.

## Сюжет
Фильм начинается с допроса подозреваемых. Затем сюжет возвращается в прошлое на три года назад и начинается оттуда, чередуясь с допросами пойманных.
За три года до их поимки, Бриджет Кардиган (Дайан Китон) вела весьма комфортную жизнь, пока её муж, Дон Кардиган (Тед Дэнсон), не потерял работу. Супруги влезли в долги. Им нечем платить даже их домработнице Селине. Тогда Селина предлагает Бриджет устроиться уборщицей в Федеральный резервный банк Канзас-Сити.
В первый же день работы у Бриджет возникает план краж изношенных купюр, предназначенных для уничтожения. К себе в команду она берёт Нину (Куин Латифа), которая уничтожает доллары, и Джеки (Кэти Холмс), которая доставляет купюры в комнату для уничтожения. Уговоры Нины занимают некоторое время, Джеки сразу соглашается.
План Бриджет состоял в том, что они подменяли замки тележек с деньгами, а Джеки, пока ждала лифт, прятала деньги в мусорное ведро. Потом она отвозила Нине тележку вместе со спрятанным ключом от копий замков и подлинными замками. Бриджет в ходе уборки выбрасывала ведро с деньгами в свою тележку и увозила. И уже в женском туалете они делили деньги.
Первый раз их операция принесла им не так много денег. Однако, ободрённые, они повторяли это вновь и вновь. Бриджет с мужем расплатились с долгами, но Дон предлагает им остановиться. Бриджет отвергает эту идею и убеждает Нину и Джеки продолжать кражи. Их план раскрыл охранник Барри, который был неравнодушен к Нине. Они убедили его присоединиться к ним.
Ревизор Федерального резервного банка появляется на вечеринке в доме Бриджет, а на следующий день она его видит у себя на работе. Ревизора подослала налоговая служба, у которой возникли подозрения, что кто-то потихоньку грабит банк. Директор банка Гловер (Стивен Рут) отказывается в это верить. Полиция поймала Нину, Джеки и Дона, уничтожавшими у себя дома похищенные купюры. Бриджет удалось бежать.
На следующее утро Бриджет нанимает налогового консультанта Брюса Арбогаста (Кристофер Макдональд), чтобы спасти друзей и мужа. Он убеждает их отказаться от своих признаний, так как ни правоохранительные органы, ни эксперты не смогут доказать, что эти деньги похищены из банка. А хранить пару сотен тысяч долларов у себя дома не считается преступлением. Но они потратили много денег на дорогие покупки, не заплатив налоги. Тогда налоговая потребовала заплатить все штрафы и пени, на которые они потратили все оставшиеся деньги.
Через восемь месяцев Бриджет показывает Нине и Джеки тайник в баре их друга, где всё ещё хранилась бо́льшая часть украденных денег.

## В ролях
- Дайан Китон — Бриджет Кардиган
- Куин Латифа — Нина Брюстер
- Кэти Холмс — Джеки Труман
- Тед Дэнсон — Дон Кардиган
- Роджер Кросс — Барри
- Адам Ротенберг — Боб Труман
- Стивен Рут — Гловер
- Дж. С. Маккензи — Мандельброт
- Кристофер Макдональд — Брюс Арбогаст
- Файнесс Митчелл — Шон

## Оригинальный британский вариант
Оригинальная английская версия 2001 года «Горячие деньги» рассказывает историю трёх женщин, Бриджет, Лиз и Джеки, которые придумали план кражи фунтовых банкнот, предназначенных для уничтожения в английском Эссексе. Деньги клали на счёт в банке.

## Критика
Шальные деньги в целом получили негативные отзывы критиков. По состоянию на 21 января 2008 года, Rotten Tomatoes присудил фильму 20 % из 93 голосов. На Metacritic фильм получил 41 балл из 100, на основе 29 отзывов. Роджер Эберт дал фильму одну с половиной звёзд и написал, что «суть в том, что девушкам это понравится, а мужчинам нет». Фильм получил третье место в рейтинге «10 худших фильмов 2008 года».

## Сборы
В США фильм демонстрировался в 2470 кинотеатрах и собрал в прокате 20 668 843 доллара. Рейтер назвал это «скромным результатом».